# ویلویسهایم
ویلویسهایم (به فرانسوی: Wilwisheim) یک کمون در فرانسه با جمعیت ۶۶۹ نفر است که در Canton of Hochfelden واقع شده‌است.